# Мете Фредериксен
Мѐте Фрѐдериксен (на датски: Mette Frederiksen, [ˈmetə ˈfʁeðˀəʁeksn̩]) е датски политик от партията „Социалдемократи“.
Родена е в семейство на типограф и учителка в Олбор на 19 ноември 1977 г. Получава бакалавърска степен по обществени науки от Олборския университет и магистърска степен по африкански изследвания от Копенхагенския университет.
Започва работа в профсъюзите през 2000 г. Избрана е за депутат следващата 2001 година. Та е министър на заетостта (2011 – 2014) и министър на правосъдието (2014 – 2015) в правителството на Хеле Торнинг Шмит, след което я наследява като лидер на партия „Социалдемократи“. През 2019 г. става министър-председател начело на лявоцентристка коалиция. След предсрочни избори оглавява второ правителство с промени в коалицията през 2022 г.
По информация от датската агенцция Ritzau на улица в центъра на Копенхаген неизвестен мъж я напада (подгонва и удря) на 7 юни 2024 г.
Мете Фредериксен е наградена с украинския орден „Княгиня Олга“.